# Топор 2
«Топор 2» (англ. Hatchet 2) — американский фильм ужасов режиссёра Адама Грина. Второй фильм тетралогии «Топор». Его премьера состоялась 26 августа 2010 года.
- Слоган фильма: «Держитесь за все ваши части тела»

## Сюжет
Фильм начинается с конца первой части. Мэрибет проткнула Кроули глаз и отплыла от лодки, там её подбирает мужчина и отвозит на лодке в свой дом. Там Мэрибет рассказывает что случилось, и когда он спрашивает её имя, отвечает, что она Мэрибет Данстен. Мужчина прогоняет её и его убивает Виктор Кроули.
Мэрибет идет к Преподобному Зомби, там он рассказывает, что её отец был одним из трёх детей, которые убили Виктора Кроули. Узнав всю правду, Мэрибет полна решимости вернуться на болото. Они собирают команду из нескольких человек и отправляются на болото. Кроули методично и жестоко расправляется с командой, используя топор, болгарку, собственные руки и бензопилу. К концу фильма в живых остаются четыре человека: Мэрибет, Преподобный Зомби, Трент и дядя Мэрибет Боб. Кроули убивает Трента и Боба. Преподобный Зомби считал, что если Кроули отомстит своим убийцам, то он исчезнет, но Мэрибет говорит, что её настоящий дядя умер от лейкемии, когда ей было двенадцать лет. Кроули убивает Преподобного Зомби, на него набрасывается с топором Мэрибет и бьёт ему по голове, потом берёт ружьё и стреляет по нему.

## В ролях
| Актёр          | Роль                     |
| -------------- | ------------------------ |
| Кейн Ходдер    | Виктор Кроули/Том Кроули |
| Тони Тодд      | преподобный Зомби        |
| Даниэль Харрис | Мэрибет Данстен          |
| Том Холланд    | Боб, дядя Мерибет        |
| Парри Шен      | Джастин                  |
| Ай Бауэн       | Лейтан                   |
| Алексис Питерс | Эйвери                   |
| Эд Экерман     | Клитолс                  |
| Дэвид Фой      | Чад                      |
| R.A. Mihailoff | Трент                    |
| Кэтрин Фьоре   | Шелли Кроули             |
| Эрика Хамилтон | Лена                     |
| Эмма Белл      | Паркер О’Нил (камео)     |